# Червеногръб мишелов
Червеногръб мишелов (Geranoaetus polyosoma) е вид птица от семейство Ястребови (Accipitridae).

## Разпространение
Видът е разпространен широко в открити местообитания в западните и южни части на Южна Америка, включително Фолкландските острови.